# Aegomorphus flavitarsis
Aegomorphus flavitarsis es una especie de escarabajo longicornio del género Aegomorphus,  subfamilia Lamiinae. Fue descrita científicamente por Fuchs en 1962.
Se distribuye por América del Sur, en Bolivia y Brasil. Mide 10-11 milímetros de longitud.